# Шабанбай Даулет Еркінович
Даулет Еркінович Шабанба́й (каз. Шабанбай Даулет Еркинулы; нар. 9 серпня 1983, місто Єрмак, Павлодарська область, Казахська РСР, СРСР) — казахський борець вільного стилю, срібний та чотириразовий бронзовий призер чемпіонатів Азії, срібний призер Азійських ігор, учасник двох Олімпійських ігор.

## Біографія
Боротьбою почав займатися з 1996 року. Виступає за спортивний клуб «Динамо» з Алмати, тренер — Джумаджан Їлгіндин.

## Спортивні результати на міжнародних змаганнях

### Виступи на Олімпіадах
| Змагання                    | Збірна    | Вагова категорія           | Місце  |
| --------------------------- | --------- | -------------------------- | ------ |
| Літні Олімпійські ігри 2012 | Казахстан | вільна боротьба, до 120 кг | Бронза |
| Літні Олімпійські ігри 2016 | Казахстан | вільна боротьба, до 125 кг | 17     |

На літніх Олімпійських іграх 2012 року Шабанбай спочатку поділив 4 та 5 місця з Тервелом Длагнєвим. У січні 2019 року Давид Модзманашвілі з Грузії, який спочатку виграв срібну медаль, був дискваліфікований після позитивного результату тесту на заборонені речовини. 23 липня 2019 року було оголошено, що в результаті повторного тестування зразків золотий медаліст Артур Таймазов з Узбекистану також був дискваліфікований. У лютому 2020 року МОК визначив підсумкову таблицю та медалі та нагородив Гасемі та Махова відповідно золотою та срібною медалями, а Длагнєв та Шабанбай стали бронзовими призерами.

### Виступи на Чемпіонатах світу
| Змагання                        | Збірна    | Вагова категорія           | Місце |
| ------------------------------- | --------- | -------------------------- | ----- |
| Чемпіонат світу з боротьби 2009 | Казахстан | вільна боротьба, до 96 кг  | 29    |
| Чемпіонат світу з боротьби 2010 | Казахстан | вільна боротьба, до 96 кг  | 21    |
| Чемпіонат світу з боротьби 2013 | Казахстан | вільна боротьба, до 120 кг | 18    |
| Чемпіонат світу з боротьби 2015 | Казахстан | вільна боротьба, до 125 кг | 7     |
| Чемпіонат світу з боротьби 2017 | Казахстан | вільна боротьба, до 125 кг | 14    |

### Виступи на Чемпіонатах Азії
| Змагання                       | Збірна    | Вагова категорія           | Місце  |
| ------------------------------ | --------- | -------------------------- | ------ |
| Чемпіонат Азії з боротьби 2008 | Казахстан | вільна боротьба, до 96 кг  | Бронза |
| Чемпіонат Азії з боротьби 2009 | Казахстан | вільна боротьба, до 96 кг  | Бронза |
| Чемпіонат Азії з боротьби 2011 | Казахстан | вільна боротьба, до 96 кг  | Бронза |
| Чемпіонат Азії з боротьби 2014 | Казахстан | вільна боротьба, до 125 кг | Бронза |
| Чемпіонат Азії з боротьби 2016 | Казахстан | вільна боротьба, до 125 кг | Срібло |
| Чемпіонат Азії з боротьби 2018 | Казахстан | вільна боротьба, до 125 кг | 11     |

### Виступи на Азійських іграх
| Змагання                        | Збірна    | Вагова категорія           | Місце  |
| ------------------------------- | --------- | -------------------------- | ------ |
| Азійські ігри 2014              | Казахстан | вільна боротьба, до 125 кг | Срібло |
| Азійські ігри в приміщенні 2017 | Казахстан | вільна боротьба, до 125 кг | 5      |

### Виступи на Кубках світу
| Змагання                    | Збірна    | Вагова категорія           | Місце |
| --------------------------- | --------- | -------------------------- | ----- |
| Кубок світу з боротьби 2009 | Казахстан | вільна боротьба, до 96 кг  | 7     |
| Кубок світу з боротьби 2012 | Казахстан | вільна боротьба, до 120 кг | 7     |
| Кубок світу з боротьби 2013 | Казахстан | вільна боротьба, до 120 кг | 6     |
| Кубок світу з боротьби 2018 | Казахстан | команда                    | 7     |

### Виступи на інших змаганнях
| Змагання                                                     | Збірна    | Вагова категорія                 | Місце  |
| ------------------------------------------------------------ | --------- | -------------------------------- | ------ |
| Турнір Дана Колова — Николи Петрова 2007                     | Казахстан | вільна боротьба, до 96 кг        | 5      |
| Золотий Гран-прі з боротьби 2010 (Тбілісі)                   | Казахстан | вільна боротьба, до 96 кг        | 9      |
| Золотий Гран-прі з боротьби 2010 (Баку)                      | Казахстан | вільна боротьба, до 96 кг        | 9      |
| Київський Міжнародний турнір з боротьби 2011                 | Казахстан | вільна боротьба, до 96 кг        | 5      |
| Меморіал Вацлава Циолковського 2012                          | Казахстан | вільна боротьба, до 120 кг       | Бронза |
| Турнір Алі Алієва 2013                                       | Казахстан | вільна боротьба, до 120 кг       | 12     |
| Гран-прі Німеччини з боротьби 2013                           | Казахстан | вільна боротьба, до 120 кг       | Золото |
| Міжнародний турнір Дінмухамеда Кунаєва 2013                  | Казахстан | вільна боротьба, до 120 кг       | Золото |
| Кубок Тахті 2014                                             | Казахстан | вільна боротьба, до 125 кг       | Срібло |
| Турнір Олександра Медведя 2014                               | Казахстан | вільна боротьба, до 125 кг       | 5      |
| Турнір Алі Алієва 2014                                       | Казахстан | вільна боротьба, до 125 кг       | 5      |
| Гран-прі «Іван Яригін» 2015                                  | Казахстан | вільна боротьба, до 125 кг       | 23     |
| Турнір Олександра Медведя 2015                               | Казахстан | вільна боротьба, до 125 кг       | 8      |
| Турнір Яшара Догу 2015                                       | Казахстан | вільна боротьба, до 125 кг       | Бронза |
| Турнір Алі Алієва 2015                                       | Казахстан | вільна боротьба, до 125 кг       | 11     |
| Кубок Президента Казахстану з боротьби 2015                  | Казахстан | вільна боротьба, до 125 кг       | Золото |
| Інтерконтінентальний кубок з боротьби 2015                   | Казахстан | вільна боротьба, до 125 кг       | 5      |
| Міжнародний турнір Дінмухамеда Кунаєва 2015                  | Казахстан | вільна боротьба, до 125 кг       | 5      |
| Олімпійський кваліфікаційний турнір з боротьби 2016 (Астана) | Казахстан | вільна боротьба, до 125 кг       | Срібло |
| Меморіал Вацлава Циолковського 2016                          | Казахстан | вільна боротьба, до 125 кг       | 12     |
| Гран-прі Німеччини з боротьби 2016                           | Казахстан | вільна боротьба, до 125 кг       | Срібло |
| Турнір Дана Колова — Николи Петрова 2017                     | Казахстан | вільна боротьба, до 125 кг       | 5      |
| Ігри ісламської солідарності 2017                            | Казахстан | вільна боротьба, до 125 кг       | Срібло |
| Меморіал Вацлава Циолковського 2017                          | Казахстан | вільна боротьба, до 125 кг       | 10     |
| Кубок Ахмата Кадирова 2017                                   | Казахстан | вільна боротьба, до Teamevent кг | 6      |
| Міжнародний турнір Дінмухамеда Кунаєва 2019                  | Казахстан | вільна боротьба, до 125 кг       | 8      |

### Виступи на змаганнях молодших вікових груп
| Змагання                                      | Збірна    | Вагова категорія          | Місце |
| --------------------------------------------- | --------- | ------------------------- | ----- |
| Чемпіонат світу з боротьби серед юніорів 2003 | Казахстан | вільна боротьба, до 96 кг | 17    |